# Debra Hill
Pour les articles homonymes, voir Hill.
Debra Hill est une scénariste, actrice et productrice de film américaine, née le 10 novembre 1950 à Haddonfield (New Jersey) et morte d'un cancer le 7 mars 2005  à Los Angeles.
Elle a notamment travaillé avec John Carpenter.

## Filmographie

### Scénariste
- 1976 : Assaut (Assault on Precinct 13), de John Carpenter
- 1978 : La Nuit des masques (Halloween), de John Carpenter
- 1980 : Fog (The Fog), de John Carpenter
- 1982 : Halloween 2 (Halloween II), de Rick Rosenthal
- 1994 : Confessions d'une rebelle (Confessions of a Sorority Girl) (TV) d'Uli Edel
- 1994 : Vilaines Filles et Mauvais Garçons (Jailbreakers) de William Friedkin
- 1996 : Los Angeles 2013 (Escape from L.A.), de John Carpenter

### Assistante monteuse
- 1976 : Assaut (Assault on Precinct 13), de John Carpenter

### Actrice
- 1978 : La Nuit des masques (Halloween) : Michael Myers scène d’ouverture du film uniquement
- 1980 : Fog (The Fog), de John Carpenter
- 1981 : New York 1997 (Escape from New York), de John Carpenter

### Productrice
- 1978 : La Nuit des masques (Halloween), de John Carpenter
- 1980 : Fog (The Fog), de John Carpenter
- 1981 : New York 1997 (Escape from New York), de John Carpenter
- 1982 : Halloween 2 (Halloween II), de Rick Rosenthal
- 1982 : Halloween 3 : Le Sang du sorcier (Halloween III: Season of the witch), de Tommy Lee Wallace
- 1983 : Dead Zone (The Dead zone), de David Cronenberg
- 1985 : Head Office, de Ken Finkleman
- 1985 : Cluedo (Clue), de Jonathan Lynn
- 1987 : Nuit de folie (Adventures in babysitting), de Chris Columbus
- 1988 : Big Top Pee-wee, de Randal Kleiser
- 1988 : Heartbreak Hotel, de Chris Columbus
- 1989 : Gross Anatomy, de Thom Eberhardt
- 1990 : El Diablo (TV), de Peter Markle
- 1991 : The Fisher King : Le Roi pêcheur (The Fisher King), de Terry Gilliam
- 1994 : Confessions d'une rebelle (Confessions of a Sorority Girl) (TV), d'Uli Edel
- 1994 : Roadracers (TV), de Robert Rodriguez
- 1994 : Girls in Prison de John McNaughton
- 1994 : Shake, Rattle and Rock! (TV) d'Allan Arkush
- 1994 : Jailbreakers (TV) de William Friedkin
- 1994 : Reform School Girl (TV) de Jonathan Kaplan
- 1996 : Los Angeles 2013 (Escape from L.A.), de John Carpenter
- 1998 : Chow Bella, de Gavin Grazer (productrice exécutrice)
- 1999 : La Tête dans le carton à chapeaux (Crazy in Alabama), d'Antonio Banderas
- 2005 : Fog, de Rupert Wainwright
- 2006 : World Trade Center d'Oliver Stone